# チェンワルフ (ウェセックス王)
チェンワルフ（Cenwalh、古英語：CENVVALH CYNEGILSING VVESTSEAXNA CYNING　羅：CENVVALH REX SAXONVM OCCIDENTALIVM、? - 674年?）は、アングロサクソン人の一派西サクソン族の王、後にウェセックスの王として列せられる。彼の時代にもともとゲウィセと呼ばれた部族からウェセックスという王国への変貌が始まったものと考えられている。彼の名は表記が一定しておらず、綴りによっては『Coinwalch』、『Coenwalh』または『Cenwal』『Kenwal』とも書かれ、同じ資料に別の綴りで書かれている事もある。日本語ではセンワルフともケンワルフとも書かれる。

## 概説

### 出自
ベーダ・ヴェネラビリスによれば、チェンワルフの父は、聖ビリヌスによって洗礼を施された王キュネイルスだとしているが、実際のところの血縁関係は定かではない。アングロサクソン年代記は様々なキュネイルスからの系譜を書き残しているが、彼とキュネイルスとの血縁関係は一致していない。また、この時代の西サクソン人の支配する地域（以下『西サクソン王国』と呼ぶ）は後世のウェセックス王国とは違い支配地域も異なっていた。ゲウィセという部族がその名であったが、この名をベーダは「西サクソン（＝ウェセックス）」という意味で用いている。
またアングロサクソン年代記の648年の項目では、彼は親族のクスレッド (Cuthred) にアシュトン (Ashton) の土地を与えたと記されているが、同時に661年の項目に同名のクスレッドという者が没したと書かれている。もし、この二者が同一人物であるならば、年代からしてこのクスレッドは恐らくクウィチェルムの息子であるか、キュネイルスの孫という事になり、先王クウィチェルムは先々代の王キュネイルスの息子ではないと言う事になる。

### 亡命
チェンワルフで知られている事は先王キュネイルスが受けた洗礼を拒絶して、異教徒のまま王位に上がった事とマーシアの猛攻を受け国を追われた事である。出典は彼の時代より100年後の時代に生きた歴史家ベーダ・ヴェネラビリスである。それによるとキュネイルスはキリスト教に帰依したが、チェンワルフはこれを拒否した記している。ベーダの「イングランド教会史」第3巻7章にこう書いてある：
国を追われたチェンワルフは亡命先のイースト・アングリアの王アンナのもとで身を寄せ、この地でキリスト教の洗礼を受けたと言う。正確な彼の亡命期間は分かってはいないが、ベーダによるとそれは3年間続いたと言う。しかしながら具体的な期日は記されてはいない。しかしながらイースト・アングリアの王アンナがペンダに殺された651年よりは前には故国に戻っていたものと思われる。そしてマーシア王ペンダは655年11月15日のチェンウェッドの戦いで戦死、チェンワルフが西サクソン王国へ戻る事になるが、その時期も定かではない。648年と明確な時期を示す説から650年代というやや曖昧な説がある。

### 新天地の獲得と父祖の地の喪失
いずれにせよチェンワルフが戻った時、首都ドルチェスターの司教はフランク・アイルベルトであった。ここで彼は新たな司教区を南方のウィンチェスターに作る。この地はもともとジュート人の土地であったが、ワイト島を獲得してから後のウェセックスの中心部となる。一方で661年にペンダの息子ウルフヘレがアシュトンを陥落させた史実から、古来ゲウィスの地であったドルチェスターはマーシアの圧力におされたものと考えられている。
後の話になるが、その後ウルフヘレはワイト島南方まで進軍、チェンワルフの領土からメオン渓谷を切り離し、これを自分が名付け親になったサセックスのエセルワルフに与えようとした。この時代現在のサリー州、バークシャー州地域はマーシアの王子フリスウォルドが支配していた。しかし674年ウルフヘレはエグフリスに敗北し、イングランド南部はマーシアのくびきから逃れる事となった。そして次の年（675年）ウルフヘレはウェセックス王エシュウィンに敗れる事になる。
北のマーシアには劣勢ではあったチェンワルフであったが、658年には西のブリトン人には勝利を収めている。しかし、それがどれくらいのものであったかは定かでない。また必ずしもチェンワルフはブリトン人というだけで徹底した敵対的な態度を見せていたわけではなかった。
665年から668年に、チェンワルフはドルチェスター司教ウィニと口論で争い、ウィニはそのままマーシア王ウルフヘレのところへ亡命してしまう。この事件は当時のウェセックス国内の北部でウルフヘレが少なからぬ影響力を及ぼしていた事を示唆する出来事であったと指摘されている。そしてドルチェスター司教はマーシアの影響力のあるエトラに変わり、テムズ川上流域はマーシアの手に渡ってしまう。そして西サクソン王国の中心は新都ウィンチェスターになり、後にウェセックス王国の基礎へと発展する事となる。
チェンワルフが西サクソン王国の単独王であったかは定かでない。むしろ、この時代王国は複数の王によって共同統治されていた可能性が高い。チェンベルート、後に西サクソン王となるキャドワラの父親、が同じ王として統治していた可能性も考えられている。
チェンワルフの没年は670年代、恐らくは674年、一説には676年と考えられている。彼の死後、未亡人となったサクスブルフが権力を握った。

## 死後
チェンワルフの子供の中で王となった者はおらず、また彼の子供の事さえも何も語られていない。後の王チェントウィネは彼の兄弟であったと語られているが、その時代の状況的考証からするとありえない事とも考えられている。
しかしながら、もし彼の子孫が後のウェセックス王家につながらなかったとしても、9世紀に勢力を伸ばしたマーシアやケントの王が彼の子孫である可能性がある。後世のマーシア王コエンウルフ、チェオルウルフ、その兄弟であるケント王クスレッドはマーシア王ペンダの、具体的な素性の知られぬ兄弟「コエンワルフ」からの子孫を始祖と称していた。この「コエンワルフ (Coenwalh)」は実は「チェンワルフ (Cenwalh)」であり、ペンダやエオワの義理の兄弟であった可能性が示唆されている。